# Hexatoma celebesiana
Hexatoma celebesiana är en tvåvingeart som beskrevs av Alexander 1944. Hexatoma celebesiana ingår i släktet Hexatoma och familjen småharkrankar. Inga underarter finns listade i Catalogue of Life.